# Castillo de Steinsberg (Graubünden)
El Castillo Steinsberg es un castillo en ruinas en el antiguo municipio de Ardez (ahora Scuol) del Cantón de los Grisones en Suiza. Es un sitio de patrimonio suizo de importancia nacional.

## Historia
Durante la  Alta Edad Media una iglesia fortificada con una pared de anillo y quizás una torre, fue construida cerca el castillo actual. A finales del siglo XII, éstas fortificaciones fueron demolidas y un nuevo castillo fue construido sobre una antigua meseta fortificada y la Iglesia de St. Lazius. Probablemente fue construido por una familia noble local. En 1209 Albert von Frickingen vendió todas sus propiedades incluyendo el castillo sobre Ardez al Obispo de Chur.  El Conde Albert von Tirol también tenía derechos en esas tierras, pero en 1228 renunció a ellos en favor del Obispo de Chur. El castillo se convirtió en el centro de las propiedades eclesiásticas en el área. En 1348 el obispo empeñó el castillo y sus tierras a la familia Planta por un préstamo de 150 marcos.  En 1359, el Obispo empeñó nuevamente el castillo a los Lores de Katzenstein por 700 Gulden. En 1411 fue empeñado a Georg Scheck. A pesar de los intentos del Obispo para recuperar la propiedad sobre el castillo, la familia Scheck lo retuvo hasta 1502.
En 1499, durante la Guerra de Suabia, el castillo fue capturado por tropas imperiales el 25 de marzo. Quemaron el castillo y el entonces dueño Balthasar Scheck fue llevado a Merano y posteriormente ejecutado. En 1502 el castillo, fuertemente dañado, fue empeñado a Hans von Planta. Él y su hijo pasaron el resto del siglo XVI intentando que el Obispo de Chur pagara los intereses adeudados por el préstamo. En algún punto durante aquel siglo, abandonaron el castillo arruinado. Conforme las Tres Ligas iban creciendo en poder, repetidamente negaron al Obispo el derecho a designar a un vogt sobre Steinsberg. La iglesia cercana fue abandonada durante la Reforma Protestante. En 1861 Emanuel von Planta-Wildenberg adquirió las ruinas y tierras circundantes del Obispo por 1000 Gulden. Las ruinas fueron reparadas en 1964 y 1985.

## Localización del castillo
El castillo está localizado en una colina fuera del pueblo de Ardez. La parte superior de la colina tiene cerca de 100 metros por 100 metros de espacio para edificaciones con lados inclinados alrededor. El castillo ocupa el punto más alto en el cerro. Su torreón de cuatro pisos medía alrededor de 6.5 por 8.5 metros. El estilo del trabajo en piedra cambia por encima del segundo piso, indicando que este fue posteriormente añadido o reparado. La entrada alta estaba al sur sobre el segundo piso. Los pisos más altos tienen asientos de ventana del siglo XIV y fueron añadidos después, o eran parte de la nueva construcción o reparaciones. Un ala residencial fue construida al este de la torre, contra la pared de anillo. El castillo probablemente fue circundado por la pared de anillo, aunque únicamente quedan rastros de él.
Las ruinas de la romanesca iglesia de St. Luzius se encuentran al norte del castillo. Inusualmente, la nave de esta iglesia corre de norte a sur.